# ウルティメイトフォースゼロ
ウルティメイトフォースゼロは、ウルトラシリーズに登場する架空の組織。映画『ウルトラマンゼロ THE MOVIE 超決戦!ベリアル銀河帝国』で初登場。

## 概要
ウルトラマンゼロと、別宇宙で彼が出会った仲間たちによって結成されたチーム。ベリアル軍との戦いが終わった後、惑星エスメラルダを去ったゼロの発案により、独立した新たな宇宙警備隊として再結成された。
初期メンバーは本作品で登場した下記の4人だったが、後にOV『ウルトラマンゼロ外伝 キラー ザ ビートスター』にて新たなメンバーとしてジャンナインが加わったことで5人体制となり、さらにアナザースペースに建造した秘密基地マイティベースを活動拠点としていることが、『ウルトラゼロファイト』で設定されている。
その後、ベリアルとダークネスファイブが別次元の宇宙「プラズマギャラクシー」で活動していることを知って急行し、そこでグレンファイヤーの同族であるグレンファイヤートライブのインディゴ、ヴェルデュール、バーミリオンが協力者として加わる。
- 映画『ウルトラマンサーガ』の初期プロットでは、ウルトラマンゼロとともに登場が予定されていた[2]。
- リファインしたヒーローのデザインは、本作品以前に後藤が個人的に「円谷版アベンジャーズ」というイメージで描いていたものが、本作品の企画と噛み合ったことで実現したものとなった[3][4]。
- 2021年には、ウルティメイトフォースゼロをモチーフとした腕時計がプレミアムバンダイから発売されている[5][6]。

## 登場作品
ウルトラマンゼロの単独登場作品についてはウルトラマンゼロ#登場作品を参照。

### 劇場版・オリジナルビデオ
- 映画『ウルトラマンゼロ THE MOVIE 超決戦!ベリアル銀河帝国』（2010年）
- オリジナルDVD『ウルトラマンゼロ外伝 キラー ザ ビートスター』（2011年）
- 映画『劇場版 ウルトラマンジード つなぐぜ!願い!』（2018年）

### テレビシリーズ
- 『ウルトラマン列伝』（2011年-2013年）
  - 『ウルトラゼロファイト』（2012年-2013年）
- 『新ウルトラマン列伝』（2013年-2016年）
  - 『ウルトラマンギンガ』（2013年） - ジャンナインのみ登場。
- 『ウルトラマンゼロ THE CHRONICLE』（2017年）
- 『ウルトラマンクロニクル ZERO&GEED』（2020年）

### その他
- 小説『Another Genesis』（2011年 - 2012年）
- 『ミラーファイト2012』（2012年） - ミラーナイトのみ登場。
- ニンテンドー3DS用ソフト『ロストヒーローズ2』（2015年）

## メンバー

### ミラーナイト
二次元人を父に、エスメラルダ人を母に持つ、鏡の星出身の鏡の勇者。騎士の称号を与えられ、惑星エスメラルダの王家の守護を使命とし、騎士らしく礼儀正しい性格。普段はエメラナ姫のティアラを介し、彼女に危機が迫ると現れる。二次元人の能力として、自在に鏡を作り出すことができるほか、鏡のように光を反射する物体と物体の間をテレポートで移動できる。この能力を使い、いつか惑星間移送ネットワークを作り上げるという夢を持つ。
『ゼロ THE MOVIE』冒頭でレギオノイドに襲われていたエメラナ姫を守るべく、ティアラから出現。これを倒し、エメラナ姫をナイトムーバーでジャンバードへ転送した後、ミラーディフェンスでエスメラルダの王宮をマレブランデスからの攻撃から守ろうとしたが、その際にカイザーベリアルに後ろからカイザーベリアルクローを突き刺され、ベリアルウイルスによってベリアルの闇に冒されてしまい、下記のレッドアイと化す。その後、鏡の星の湖底に自らの魂を封印してしまうが、バラージの盾を求めてやってきたウルトラマンゼロのウルトラゼロレクターによって体内のベリアルウイルスを浄化され、以降はゼロと共闘することになる。終盤では捕らえられたランを彼の涙を通じて出現して救出したり、シルバークロスを鏡で反射してアイアロンを倒したり、アークベリアルとの最終決戦の際に鏡を使ったトリックプレイでベリアルを翻弄したりと活躍を見せ、ベリアルが倒された後はゼロに半ば強引に誘われるような形でウルティメイトフォースゼロに加入する。
- 声 - 緑川光
- スーツアクター - 力丸佳大[10]
- 円谷の特撮ヒーロー・ミラーマンを意識した設定・デザインとなっている[8][4]。デザインは小学館の幼稚園に掲載された漫画版ミラーマンに近いデザインとなっている[11]。また、物語冒頭でレギオノイドと戦うシーンやレッドアイから元に戻ったシーンなどでは、原典のオープニング主題歌をアレンジしたBGMが流されている[12]。
- ミラーナイトとグレンファイヤーは「地球人とは別の生命体」というコンセプトを持つため、ウルトラマンとの差別化から異星人やエイリアンっぽさを出すため、目や口といった顔のパーツが意図的に無くされている[11][3][4]。緑色のボディであることが肝だが、全編グリーンバック撮影であることから色を変えなければまずいと思っていたが、グリーンバックでギリギリ拾われないくらいのラインの色を探ってなんとかいけたという[4]。
- スーツは、ウルトラマンゼロやウルトラマンベリアルで用いられた熱加工による造型を応用し、体表のラインをくぼませている[13]。
- 初期名は「ミラーマスター」[14]。
- スーツアクターの力丸は、オリジナルのミラーマンの動きを取り入れつつ時代に合った格好良さも意図したほか、ウルトラマンに近い存在であることも意識したとしている[15]。

#### ミラーナイト（レッドアイ）
ベリアルウイルスに冒された状態のミラーナイト。目をはじめとした黄色い部分が真っ赤に染まっており、全身の色も若干暗くなっているほか、指先も若干尖っている。
この姿を恥じて鏡の星の湖底で自らの魂を封印し、この時は理性が保たれていたが、やって来たウルトラマンゼロの名を聞くと突如理性を失い、ゼロを攻撃する。最後は後方から掴みかかったゼロのウルトラゼロレクターの光により、浄化される。
この姿でもエスメラルダ王家を守ろうとする意志は残っており、エスメラルダの王宮はミラーナイトの鏡で守られたままだったことが本作品の終盤で明らかになっている。
- この姿で湖底に閉じこもっていた時は体育座りで引き篭もるような姿勢をとっており、この姿勢は玩具「ULTRA-ACT」のフィギュアでも再現できるようになっている[16]。

#### 以降の作品での活躍（ミラーナイト）
『ウルトラマンゼロ外伝 キラー ザ ビートスター』
ゼロたちと共に久々にエメラナに会いに行こうとしていたが、エメラナとジャンボットがビートスター天球に捕らえられたため、それを救出するために天球内でゼロたちと共にビートスターのロボット怪獣軍団と戦う。自身はインペライザー（BS）と戦い、奪ったインペリアルソードで倒す。事件が解決した後、仲間に加わることとなったジャンキラー改めジャンナインの改名を提案する。
本作品ではエメラナに会いに行く前に身だしなみを気にしたり、倒したインペライザーを挑発するなど、ややキザな一面も強調されている。
『ウルトラマン列伝』、『新ウルトラマン列伝』
第62-64話、104話に出演。
『新ウルトラマン列伝』第102話では、ゴウキとアリサの『怪獣極秘ファイル』（ミニコーナー）にて映像で紹介されており、アリサから「（むさ苦しい）グレンファイヤーとは違ってクールな王子様」と評価される。アリサは本人に「様」付けで呼ぶほど惚れ込んだ様子を見せていたが、実際は名前のみの登場で第101話にゲストに登場したグレンファイヤーとは異なり、UPG本部に登場しなかったことを残念がる。
第104話より一同揃って出演。
『ウルトラゼロファイト』
第一部では、バット星人グラシエとの戦いを終えて怪獣墓場から帰ろうとしていたゼロを他のメンバーと一緒に迎えに来る。
第二部では、ゼロの抹殺を企むダークネスファイブの一人であるヒッポリト星人・地獄のジャタールによって、グレンファイヤー共々、奇妙な格好をとったままブロンズ像にされてしまうが、ゼロがジャタールを倒したことで元に戻り、残りのダークネスファイブに苦戦するゼロの救援に他のメンバーと共に駆けつけ、デスレ星雲人・炎上のデスローグと対決する。しかし、その途中で突如ゼロダークネスが出現した際には即座に正体を看破し、以前ベリアルに対して行った鏡を使った攪乱戦法で懐に接近して浄化を試みるも、デスシウムショットを顔面に受けて倒れてしまう。それでも他のメンバーの魂と共にゼロを激励し、ゼロの復活を促す。最後は、覚醒したシャイニングウルトラマンゼロのシャイニングスタードライヴによって復活する。マイティベースへ帰還する際には、迎え入れたピグモンをエメラナに見せれば喜ぶかもしれないとジャンボットと話し、『ウルトラマン列伝』104話でグレンファイヤーが任務に行っている間にジャンボットたちとともにピグモンをエメラナのもとへ連れて行く。

#### その他の登場作品（ミラーナイト）
『ミラーファイト2012』
第3話「ミラーナイト登場」では、最初はアイアロンとドリゴラスの喧嘩を体育座りしながら静かに観戦していたが、2体が疲れ切ったところで乱入し、手刀でトドメを刺す。
小説『Another Genesis』
破壊の神＜ミラーマスター＞として登場。本能がなく知性のみで活動する精神生命体であったが、漆黒の体をした男によって光の国の欠片を与えられ、自ら本能（コロナ）に支配されることによって赤く輝きウルトラマンを上回る巨体を生成し、本能のままに破壊を尽くす。第7話で本能だけの存在から理性（ルナ）を手に入れた、自身と対比する境遇であるティガを引きずり込もうと動く。

#### 必殺技（ミラーナイト）
ナイトムーバー
他者や物質を自分のように、光を反射するものへテレポートさせる転送光線。
ミラーナイフ
手から放つ光の十字剣。高速連射が可能。
- 名前はミラーマンの同名の技より。

シルバークロス
両手をクロスし、巨大な十文字の必殺手裏剣光線を作り出す。連射も可能。
- 名前はミラーマンの同名の技より。

ディフェンスミラー
強力なガラスのようなパリアー。シルバークロスを反射することもでき、それによる連続攻撃も可能。
ディフェンスミラーゼロ
ウルトラマンゼロとの合体バリアー技。単独のバリアよりも強靭。

ミラーパンチ
連続で繰り出すパンチ攻撃。レギオノイドを吹き飛ばしたほか、カイザーベリアルの悪の力に染まっていた際、ゼロに対して放った。
ミラーキック
素早い動きから繰り出す、強力な蹴り技。カイザーベリアルの悪の力に支配された際、ゼロに対して連続で放った。
ミラーハレーション
水面や金属、宝石など、鏡のように光を反射する物体の間を、瞬時に移動する能力。なお、移動の際には全身が光に包まれ、半透明化する。
浄化技（正式名称不明）
『ウルトラゼロファイト』で披露。

### グレンファイヤー
燃えるマグマの魂を持つ炎の戦士。何よりも自由を愛し、炎の海賊の用心棒をしながら仲間たちと共に銀河を飛び回っている。粗暴で口が悪く、自分が強さを認めた相手としか話をしない主義だが、認めた相手に対しては信頼や尽力を厭わずに行う、義理堅い性格。またウルティメイトフォースゼロの中でもムードメーカー的存在であり、仲間たちに対して砕けたあだ名で呼んだり戦闘中でも軽口をたたけるなど特にコミカルな言動が多く、真面目なミラーナイトやジャンボットとは後の作品で口喧嘩をすることも多い。炎の星の出身で、胸の奥にあるファイヤーコアは、感情が最高潮に達した時、自らの力が本当に必要とされる時に発動する。また、髪を掻き揚げるような仕草をすると炎が起きる。
バラージの盾の情報を求めて炎の海賊と接触したランたちの前に立ちはだかり、ランが変身したウルトラマンゼロと交戦して互角に渡り合うが、そこにダークゴーネ率いるベリアル軍艦隊が乱入したため、勝負は中断される。ゼロと共同でベリアル軍と戦い、ゼロの勇敢な戦い振りを見て彼を仲間と認め、バラージの盾が鏡の星にあることを伝えるとグレンスパークでスペースニトロメタンの小惑星群に突っ込み、大爆発を引き起こしてベリアル軍を追い払う。その後はしばらく行方不明となるが、アークベリアルに苦しめられるゼロのもとへレジスタンス艦隊を引き連れて参戦すると、ミラーナイトやジャンボットと共にアークベリアルと戦い、ウルティメイトゼロがファイナルウルティメイトゼロを撃つまで陽動を行う。戦いが終わった後には、ウルティメイトフォースゼロに加入する。
- 声 - 関智一
- スーツアクター - 寺井大介[10]
- 円谷の特撮ヒーロー・ファイヤーマンを意識した設定・デザインとなっているが[20][4]、オリジナルと比べて大幅なデザイン変更がなされている。また、アバンギャルド号に乗って初登場したシーンやアークベリアルに捕まったゼロを救出したシーンなどでは、原典のオープニング主題歌をアレンジしたBGMが流されている[12]。
- 企画当初は炎の彗星の中に住む地底人という設定であった[21]。
- デザインは後藤正行が担当[4]。文化が異なる宇宙人であるということを強調したかったといい、原典のファイヤーマンでは大きな目が付いていたが、「何を考えているか分からない宇宙人」感を出すために眼も口もない造形にしている[4]。当初はCGを用いて頭部が常に燃えている状態にする案が考えられたが[14][4]、イベントや映画の後の展開などで稼働することを考えると造形物があった方がいいだろうということになり、デザインに炎を落とし込むこととなった[4]。スーツはミラーナイトとの対比も意図し、ウルトラマンとは異なる筋肉の表現を造形している[13]。
- 「ULTRA-ACT」のフィギュアでは、頭部がクリアパーツで表現されている[22]。
- スーツアクターの寺井大介およびアクション監督のカラサワイサオは、ファイヤーマンのオマージュではあるが背景設定が語られていないうえ、ウルトラマンゼロともキャラクターが被る恐れがあったため、グレンファイヤーの演技付けに苦労した旨を述べており、最終的には寺井が自由に演じることでキャラクター性を作り上げていったとしている[15]。

#### 以降の作品での活躍（グレンファイヤー）
『ウルトラマンゼロ外伝 キラー ザ ビートスター』
ゼロたちと共に久々にエメラナに会いに行こうとしていたが、彼女とジャンボットがビートスター天球に捕らえられたため、エメラナたちを救出しようと天球内でゼロたちと共にビートスターのロボット怪獣軍団と戦う。自身はエースキラー（BS）と戦い、グレンドライバーで撃破する。
本作品でもウルティメイトフォースゼロの中では特にコミカルな言動が多く描かれている。
『ウルトラマン列伝』、『新ウルトラマン列伝』
第62-64話ではミラーナイト、第104話ではゼロと共に出演。
『新ウルトラマン列伝』ではゼロとともに出演し、第9話でウルトラマンギンガやジャン兄弟を初めとしてファイヤーマン、ミラーマン、ジャンボーグA、ジャンボーグ9など別次元の戦士たちを紹介する。ギンガの名前をいまいち覚えきれていないため、紹介の際には「ギンザ」「キンタ」などと間違えて呼ぶ始末であるほか、ジャン兄弟のことも未だに「焼き鳥」や「焼き鳥ブラザーズ」、『ギンガ』でのジャンナインの操縦者である一条寺友也を「おすましボーイ」などと呼んでおり、その都度ゼロからツッコまれている。また、自分たちのモデルでもある別次元の戦士たちに対して親近感を抱いており、とりわけ自身のモデルであるファイヤーマンに対しては「（自分に似て）男前」と評価している。第11話ではウルトラセブンとイカルス星人の戦いを解説しているゼロの周囲を飛んで自分をアピールしていたが相手にされてもらえなかったため、解説を終えたゼロに対して意見する。
第100話では、物語を解説している最中のゼロのもとへ乱入し、相変わらずのお調子振りに「暑苦しい」と呆れられる。
第101話では、ゴウキとアリサの『怪獣極秘ファイル』（ミニコーナー）にゲスト出演しており、ゴウキに「自分と同じ熱い男」だと評価される。どうやってUPG基地に招待されたのかをアリサに驚かれており、第102話では彼女から「むさ苦しい」と言われている。
第104話では、一同揃って出演しており、ゼロを冷やかしたり『ウルトラマンギンガS』の次回作『ウルトラマンX』に関する紹介に興味を示したりする。
『ウルトラゼロファイト』
第一部では、バット星人グラシエとの戦いを終えて怪獣墓場から帰ろうとしていたゼロを他のメンバーと一緒に迎えに来る。
第二部では、ゼロの抹殺を企むダークネスファイブの一人であるヒッポリト星人・地獄のジャタールにより、ミラーナイト共々奇妙な格好をとったままブロンズ像にされてしまうが、ゼロがジャタールを倒したことで元に戻り、残りのダークネスファイブに苦戦するゼロの救援に他のメンバーと共に駆けつけ、グローザ星系人・氷結のグロッケンと対決する。まもなく現れたゼロダークネスに仲間が次々と倒されていく惨状に悲しみつつもゼロの復活を信じて果敢に立ち向かうが、ゼロスラッガーを背に受けて倒されてしまう。それでも他のメンバーの魂と共にゼロを激励し、ゼロの復活を促す。最後は、覚醒したシャイニングウルトラマンゼロのシャイニングスタードライヴによって自身も復活し、一度死んでも復活したことを喜ぶ。
『ウルトラマン列伝』第104話ではこの時の後日談が描かれており、「バランダ」という名のロボット怪獣を倒してマイティベースに帰還した際に、ゼロがいつになく意気消沈していることに気付き、ともに前述の戦いを振り返る。回想していく中でゼロが見せたコミカルな発言に対してツッコミを入れる言動を見せるほか、ミラーナイトとともにブロンズ像にされた際にとっていた奇妙な格好の真相が、二人で登場ポーズの練習をしていた時に不意を付かれたのが原因であることが明かされる。ゼロダークネスとなって仲間たちを一度は手にかけてしまったことへの罪悪感と、仲間たちだけでなくベリアルまでも復活させてしまったほどの力への恐れから自分たちのもとを去ろうとまで思い詰めていたゼロを一喝し、「俺たちはみんなお前を信じてる」と励まして迷いを振り切らせた後、立ち直ったゼロと組手を行う。

#### その他の登場作品（グレンファイヤー）
小説『Another Genesis』
光の国の崩壊後、旅先で命を落としたタロウが遥か未来で転生した姿として登場。第7話では親友であるベリアルが故郷と家族を奪った事実に耐え切れず、闇に堕ちたウルトラの父から襲撃されたブラストをウルトラダイナマイトで救い、キング星に向かうように指し示す。
ウルトラマンレジェンドステージ2014
バルキー星人（SD）たちに礼堂ヒカルは極悪な侵略者と騙され、用心棒として雇われていた。地球に来た際に地質学者の岬大助（声を演じる関智一がそのまま演じている）と一体化しており、最初はヒカルを誤解して戦いを挑んだが、その中で彼が悪ではないことを感じ取った後、ヒカルが再び変身したギンガや地球に駆けつけたゼロたちと共に、復活したダークルギエルが率いる怪獣軍団と戦う。
ウルトラヒーローズEXPO2022 サマーフェスティバル ボイスドラマ
第2話「ゼット地球へ」に登場。ゼロに会いに行ったが不在で成り行きでウルトラマンゼットの修行に付き合う。雑談でゼロはツンデレだと教えている。

#### 必殺技・武器（グレンファイヤー）
ファイヤースティック
伸縮自在の炎の棒。
- 名称の元は、ファイヤーマンの変身アイテム。

グレンファイヤーパンチ
接近戦においてのパンチ技。炎をまとうこともある。
グレンファイヤーキック
接近戦においてのキック技。
グレンドライバー
敵の体を空中で抱え、敵の脳天を地面に叩きつける。脳天が地面に激突した際には爆風が生じる。結果的に、ゼロが「ゼロドライバー」を生み出すきっかけにもなった。
グレンスパーク
「ファイヤー」の掛け声とともに全身をマグマと炎のエネルギーで包み込み、突進して周囲に放つ荒技。『キラー ザ ビートスター』では火球を放つ技として使用した。
ファイヤーフラッシュ
炎のエネルギーを集めたファイヤースティックで、すれ違いざまに殴りつける。
ファイヤーダッシュ
『ウルトラゼロファイト』で使用。グレンスパークと同じく全身に超高熱エネルギーをまとい、敵を連続で殴りつける。

### ジャンボット
惑星エスメラルダに代々伝わる、伝説の宇宙船＝A級スターコルベット・ジャンバードが変形する巨大ロボットで、自称・鋼鉄の武人。超高性能な人工知能・「ジャン」を搭載し、内部搭乗者との会話が可能。内部のブリッジには大型モニターや操縦者のトレースシステム、対侵入者用のバリア発生装置や、浴びた者の記憶を消す赤いエネルギー波を放つ記憶消去システムなどの設備が備わり、他にも寝室やジェネレーターがある。生真面目な性格だが、その使命に忠実すぎるがゆえにエメラナ姫を守るためとして、接触してきたランとナオの記憶を消そうとしたりするなど、やや融通が利かないきらいがある。戦闘時には、ナオの「ジャンファイト！」という叫びによって変形し、彼の動作をトレースしてアクションを連動してパワーを増幅する。グレンファイヤーからは、ジャンバード形態で初めて会ったのを機にしばしば「焼き鳥」呼ばわりされている。憤慨した時にはよく「無礼者!」と口にする。
ミラーナイトによって逃されたエメラナ姫を乗せて惑星アヌーに潜伏していたところを偶然ランとナオの兄弟と出くわし、そのまま彼らも同乗させることとなる。その後は二人の話のもとにバラージの盾を探して宇宙海賊の隠れ宙域や鏡の星を渡って行った。物語終盤ではベリアル軍のダークロプス部隊の転送を阻止すべくマレブランデスに特攻をかけ、ベリアルからウルトラゼロアイを取り返す。ダークゴーネとの戦いではエネルギーを奪われて戦闘不能に陥りかけるが、エメラナ姫がジェネレーターに飛び込んだことで再起動し、そしてナオをトレーサーに選んでジャンボットに変形、ダークゴーネを激しい戦いの末に撃破する。アークベリアルに対してはグレンファイヤーと共に陽動作戦を展開してゼロを支援する。戦いが終わった後にはミラーナイトやグレンファイヤーと共にウルティメイトフォースゼロに引きこまれる。
- 声 - 神谷浩史
- スーツアクター - 福島龍成[10]
- ジャンバードともども、円谷の特撮ヒーロー・ジャンボーグAを意識した設定・デザインとなっているが[26][4]、ウルトラマンに近いシルエットのオリジナルと比べて完全にロボットらしさが強調されたデザインになっている[11][4]。オリジナルはどう変形しているか分からないものであったため、現代風にリファインするとしたらなるべくちゃんと変形している感を出したいと思い、ハッタリだけでも効かせられればということで変形プロセスのイメージも描いている[4]。人間が作ったロボットという設定のため、人間に似せるために目を付けている[3]。またジャンバードから変形してダークゴーネと戦うシーンで、原典のオープニング主題歌をアレンジしたBGMが流されている[12]。
- アップ用スーツはFRP製だが、アクション用のものは部分的に軟質の素材を用いている[13]。頭部は粘土原型を3Dスキャンによりデータ化した上でディテールを追加し、それを立体出力するという手法で制作された[13]。関節部はロボットらしく見えるよう蛇腹ではなく関節として機能するように見えるパーツ構成となっている[13]。
- ジャンボットのスーツは着用に30分ほどかかるとされる[13]。スーツアクターの福島龍成は、動きが制限され重量もあるため思うように演技ができなかったと述べており、アクション監督のカラサワもジャンボットが最もアクションの変更があったと述べている[15]。ダークゴーネに体当たりするシーンはスーツが壊れてもいいように最後に回され、実際にスーツが破損したという[15]。

#### 以降の作品での活躍（ジャンボット）
『ウルトラマンゼロ外伝 キラー ザ ビートスター』
久々にエメラナに会いに行こうとゼロたちより先に出発し、エメラナと合流していたが、ビートスター天球に捕らわれて洗脳を受け、ゼロたちに襲い掛かる。エメラナの呼び声で正気に戻るが、洗脳されていたとはいえエメラナを襲ってしまったことを悔やむ。その後は、自身のデータを元にビートスターが生み出した兄弟ともいうべきジャンキラーをゼロたちと共に説得する。
事件が解決した後はエメラナから仲間になったジャンキラー改めジャンナインの教育係に任命される。
『ウルトラマン列伝』、『新ウルトラマン列伝』
第104話に出演。
『新ウルトラマン列伝』第104話よりジャンナインと共に一同揃って出演。
『ウルトラゼロファイト』
第一部では、バット星人グラシエとの戦いを終えて怪獣墓場から帰ろうとしていたゼロを他のメンバーと一緒に迎えに来る。
第二部では、ダークネスファイブに苦戦するゼロの救援に他のメンバーと共に駆けつける。ジャンナインとともに「鋼鉄のジャン兄弟」を名乗り、テンペラー星人・極悪のヴィラニアスとタイラントの極暴タッグと対決するが、その途中、突如現われたゼロダークネスのデスシウムショットからジャンナインを庇って諸に受けた挙句、大破し機能停止に陥ってしまう。それでも他のメンバーの魂と共にゼロを激励し、ゼロの復活を促す。そして覚醒したシャイニングウルトラマンゼロのシャイニングスタードライヴにより自身も復活し、自身が破壊された経験は初めてだったと語る。マイティベースへと帰還する際に、迎え入れたピグモンをエメラナに見せれば喜ぶかもしれないとミラーナイトと話し、『ウルトラマン列伝』104話で、グレンファイヤーが任務に行っている間にミラーナイトやジャンナインとともにピグモンをエメラナのもとへと連れて行く。

#### その他の登場作品（ジャンボット）
小説『Another Genesis』
ブラストと共に地球の異星侵略軍に所属していたジャンが光の国の欠片で変貌した姿として登場。エメラルドに輝くボディに取り込んだ地球軍の兵器が武器、特にミサイルは凄まじい弾数と威力を有している。第4話に宇宙を放浪するブラストを同じようにロボット怪獣と化した同僚のジョー、上官のロックスと共に襲いかかる。最期にジャンとしての意識が戻ってブラストに手を差し伸べるが届かず、力尽きる。

#### 必殺技・武器（ジャンボット）
ジャンミサイル
背部から発射する無数のホーミングミサイル。ジャンバード形態でも両翼から発射できる。
ジャンブレード
右腕に搭載された、エメラル鉱石のパワーでできた剣。ジャンボーグAのジャンサーベルがモチーフとなっている。
ジャンナックル
左腕で攻撃するロケットパンチ。
ダブルジャンナックル
『ウルトラゼロファイト』第2部で初使用したジャンナインとの合体技。自身とジャンナインのジャンナックルを同時に放つ。

バトルアックス
左肩に装備されたシールドを変形させた、巨大斧。
必殺風車（）
バトルアックスを回転力を加え、叩きつける技。ダークゴーネを一撃で破るほどの威力を持つ。
名前の元はジャンボーグAが高速回転して敵に体当たりする同名の技。
ビームエメラルド
頭部から発射するエメラルドグリーンのビーム攻撃。劇中ではジャンバード形態で機首下部から光線として発射し、『キラー ザ ビートスター』や『ウルトラゼロファイト』ではジャンボット形態で頭部から放つ光弾として使用し、レギオノイド（BS）の軍団の一部を破壊するが、極悪のヴィラニアスにはウルトラ兄弟必殺光線で相殺される。

### ジャンナイン
ビートスター天球がコピーしたジャンボットの人工知能や戦力・能力に、全宇宙のさまざまなロボット怪獣の特性を融合して生み出したロボット。そのため、ジャンボットに酷似した姿を持っており、ジャンボットにとっては兄弟ともいうべき存在。初登場時は両目が赤かったが、ウルティメイトフォースゼロの仲間となった際には、ジャンボットと同じ黄色に変化している。宇宙最強のロボットや究極のメカロボットなどとも呼ばれるその異名に違わず、非常に高い戦闘力と豊富な武器を持ち、ゼロたちからも全身が武器の塊と評されている。単独での飛行も可能。
ウルティメイトフォースゼロの天球内部への侵入を感知したビートスターにより、ジャンキラーとして起動させられ、ウルティメイトフォースゼロに襲いかかる。相手が天球内部の霧で力を大幅に削がれている状態とはいえ単機で圧倒した後、人工知能もジャンボットのものをコピーしたものであるためにエメラナの声に影響を受け、彼女の説得とウルティメイトフォースゼロ、レイ、ヒュウガらに命の意味を説かれたことで正義に目覚め、ウルティメイトフォースゼロに協力する。ヒュウガを乗せ、ビートスターに苦戦するゼロのもとに駆けつけてビートスターを説得するが、受け入れられなかったためにやむなく討ち倒す。
戦いが終わった後、エメラナから「ウルティメイトフォースゼロの4人、レイ、ヒュウガ、ゴモラ、リトラに続く9番目の勇者という意味を込めてジャンナインと名付けられてゼロたちの仲間に加わり、ウルティメイトフォースゼロも新生ウルティメイトフォースゼロとして再結成された。以降は性格も丸くなったが、少々生意気な面も見せるようになった。
- 声 - 入野自由
- 本作品に防衛隊が登場しないことから、メカニカルな要素を加えるため、本作品にしか登場しないためという理由に加え、少ない露出であるという理由から、登場することとなった[29]。
- ジャンナインという名前やデザイン、設定は同じく『ジャンボーグA』に登場するジャンボーグ9がモデルになっており[28][29]、ジャンボットと同様にオリジナルと比べてロボットらしさが強調されたデザインになっている。ジャンボーグ9のマスクの形状を参考にロボットのようなアレンジを加え、ジャンボットと同様に人間が作ったロボットという設定のため、人間に似せるために目を付けている[30][29]。背部にはキャタピラが備わっているが、これは戦車形態に変形するという初期設定の名残りである[31]。「ジャンキラー」という名前の由来は、『ジャンボーグA』に登場するAを倒した同名の敵ロボットからである[28]。
- デザインの初出は小学館刊の『ウルトラマンゼロ THE MOVIE 超決戦!ベリアル銀河帝国超全集』の付録ポスターのオリジナルイラストで、この時は後藤が勝手に妄想したキャラクターであり、青を基調としたカラーリングだった[29]。デザイン画はウルティメイトフォースゼロと一緒に提出していたが、『ベリアル銀河帝国』には登場せず、『キラーザビートスター』に登場することが決まってからジャンボットの写真に被せる形で改めて描き直している[32]。
- スーツのベースはジャンボットで、マスク、肩パーツ、胸の6つのビーム発射口、腰回りのビーム発射口を変更している[29]。

#### 以降の作品での活躍
『ウルトラマン列伝』、『新ウルトラマン列伝』
第79話に出演。
『新ウルトラマン列伝』第104話では、ゼロたちと共に出演。
『ウルトラゼロファイト』
第一部では、バット星人グラシエとの戦いを終えて怪獣墓場から帰ろうとしていたゼロを他のメンバーと一緒に迎えに来た。
第二部では、ダークネスファイブに苦戦するゼロを救援しようと他のメンバーと共に駆けつけ、ジャンボットと共に「鋼鉄のジャン兄弟」と名乗り、テンペラー星人・極悪のヴィラニアスとタイラントの「極暴タッグ」と対決する。しかし、その途中で突如ゼロダークネスが出現する。その正体を知ると、涙を流してまでゼロ本来の意識に呼びかけようとしたが、ダークゼロツインシュートで上半身と下半身を切断され、機能停止してしまう。それでも他のメンバーの魂と共にゼロを激励し、ゼロの復活を促した。そして、覚醒したシャイニングウルトラマンゼロのシャイニングスタードライヴにより、自身も復活した。
本作品において一人称を「僕」、ジャンボットを「兄さん」と呼んでいる。他のメンバーともすっかり打ち解けているが、少々生意気な面も健在である。また、マイティベースに迎え入れることになったピグモンには「有機生命体8号」と名付けようとしていた。
後日談となる『ウルトラマン列伝』第104話では、ピグモンをエメラナに見せるために彼女のもとへと向かったジャンボットとミラーナイトに同行した。また、グレンファイヤーからは「ナインの坊主」と呼ばれていた。『新ウルトラマン列伝』（第91話 - 第105話）の第8クールオープニング映像では、ウルティメイトフォースゼロと共にレギオノイド軍団と戦っている。
『ウルトラマンギンガ』

一条寺友也が操縦するロボットとして登場。普段はジャンスターの状態で宇宙空間に浮遊しており、友也の指令に呼応して呼び出される。目から放つ光線で友也をコックピットに転送する。
操縦方法はジャンボットと同じだった『キラー ザ ビートスター』時と異なり、専用アイテム・ガンパッドを使って行う。また、背面に展開させたキャタピラを用いて仰向けでの地上の高速走行を行ったほか、飛行形態の空陸戦闘メカ・ジャンスターも初めて披露した。さらに、自己修復能力も持つことが判明している。これまでと異なり言葉を一切発しないが、ガンパッドを介して友也へ英文でメッセージを送ったことがある。
当初はダークダミースパークの影響でジャンキラーとして登場する。第4話で初めて姿を現し、不意打ちだったとはいえこれまで無敗だったウルトラマンギンガに反撃の隙を一切与えず、活動限界に追い込んで勝利する。第5話では宇宙空間でギンガと対決し、互角の戦いを繰り広げた後、またしても活動限界に追い込んで勝利する。その際、友也の考えの変化からライブが解除されたヒカルを助けたが、この行動が異形の手のモノの怒りを買い、その直後に送り込まれたティガダーク（SD）に攻撃され、撤退する。第6話ではヒカルの提案でギンガと三度直接対決し、ギンガにダークダミースパークを握り潰され、機能停止した。その直後に繰り広げられたギンガとティガダーク（SD）、バルキー星人（SD）の戦いの中、友也の涙に呼応する形でジャンナインとして覚醒し、ギンガに加勢してティガダーク（SD）を倒した。以後、友也共々ギンガと共闘していくようになる。
『劇場スペシャル』ではタイラント（SDU）をヒカルがウルトライブしたウルトラマンティガ（SD）と共に倒す活躍を見せたが、ダークザギ（SD）には敵わず、自己修復に時間がかかるほどのダメージを負ってしまったため、後期では第9話まで参戦できなかった。第10話でのスーパーグランドキング（SD）戦では他のウルトラ戦士たちが倒されていく中でもギンガをサポートしたが、大きなダメージを負ったらしく最終話での最終決戦には参戦できなかった。決戦後は友也に「GOODBYE FRIENDS」のメッセージをガンパッドで伝え、ギンガと共に宇宙へ帰って行った。
* スーツアクター - 桑原義樹
- スパークドールズは第7話で登場。第6話の初期プロットではヒカルがウルトライブする予定であった。
- コックピットのセットはジャンボットのものを流用する予定であったが、すでに廃棄されていたため、新しいものが急造された。
- 続編『ウルトラマンギンガS』でも登場させる案が存在した。

#### 必殺技・武器（ジャンナイン）
ジャンバスター
腹部のバックル状の部分が展開して発射される、巨大な隕石でも1発で粉砕できる超強力ビーム。威力はウルトラマンゼロのワイドゼロショットを上回るが、ビートスターのエネルギー光線には相殺された。
ジャンフラッシャー
胸の6つの発光部から発射される誘導光弾。
ジャンアタック
右膝と左膝裏のブースターに点火することで全身を高速回転させ、ジャンフラッシャーを連続発射する。全方位の敵をまとめて攻撃でき、ウルティメイトフォースゼロをまとめて吹き飛ばした。
ジャンキャノン
右腕のシールドポケットから出現するキャノン砲。2連ビームを放つ。
『ウルトラマンギンガ』ではデザインと性能が変化しており、従来のビームに加えて実弾も使用している。また、ジャンスター形態時でも使用可能。
ジャンサンダー
両手から放たれる電磁シャワー。説得しようとするウルティメイトフォースゼロに浴びせて苦しめた。
ジャンレザー
両目から発射される、いかなる硬い物体でも完全に溶かしてしまう高熱ビーム。エメラナに対して放つが、無意識に攻撃することを拒んでいたため、命中しなかった。
ジャンナックル
ジャンボットのものと同様の技。左腕で攻撃するロケットパンチ。
ダブルジャンナックル
『ウルトラゼロファイト』第2部で初使用したジャンボットとの合体技。2人のジャンナックルを同時に相手に浴びせる。
ジャンスターダスト
『ウルトラマンギンガ』で初使用。実体化させた巨大なガンパッド・ガンモードを構え、赤色光弾を連続発射する。
発動の際は友也がガンパッドをジャンナインと同様に構え、技名を発声する。